# Orale glucosetolerantietest
De orale glucosetolerantietest (OGTT) is een test om de diagnose diabetes mellitus type II of zwangerschapsdiabetes te stellen. Men laat de patiënt gedurende 12 uur vasten (water/thee zonder suiker is toegestaan). In het ziekenhuis wordt dan de bloedglucose gemeten. Vervolgens laat men de patiënt een oplossing van suikerwater drinken met gestandaardiseerde hoeveelheid suiker. Daarna meet men op tijdstip 0 en na 2 uur de glucosewaarde in het bloed. Indien deze waarden de normaalwaarden overschrijden, kan men de diagnose diabetes stellen.
De waarde van deze test voor het vaststellen van diabetes is beperkt.